# 中部鋼鈑
中部鋼鈑株式会社（ちゅうぶこうはん、英: Chubu Steel Plate Co., Ltd.）は、愛知県名古屋市中川区小碓通に本社を置く電気炉メーカー。
主に厚鋼板の製造を行っている。日本で唯一、厚鋼板製造を専業としている電気炉メーカーである。

## 事業内容
- 厚板製品の製造販売
- 鋼片の製造販売
- 鋼板の切断加工

## 沿革
- 1950年（昭和25年）
  - 2月 - 設立。
  - 5月 - 東海地区唯一の鋼板圧延工場として操業開始。
- 1952年（昭和27年）1月 - 愛知県名古屋市中区から愛知県名古屋市熱田区（熱田工場）に本社を移転。
- 1956年（昭和31年）6月 - 5トン電気炉2基設置し、製鋼-圧延一貫体制確立。
- 1958年（昭和33年）5月 - 本社を愛知県名古屋市中川区（中川工場）に移転。
- 1961年（昭和36年）10月 - 名古屋証券取引所第2部に上場。
- 1967年（昭和42年）10月 - 明徳産業株式会社を設立し、設備保全業務を移管。
- 1972年（昭和47年）10月 - 中鋼企業株式会社を設立し、ゴルフ練習場を開設。
- 1974年（昭和49年）9月 - 名証1部に指定。
- 1991年（平成3年）
  - 1月 - 産業廃棄物処分業の許可を受け、同年2月より医療廃棄物処理事業開始。
  - 10月 - シーケー商事株式会社を設立し、商事業務を開始。
- 1994年（平成6年）4月 - シーケークリーンアド株式会社を設立し、広告制作業務を開始、業務用厨房向グリスフィルターレンタル事業を同社へ移管。
- 1997年（平成9年）
  - 4月 - シーケー物流株式会社を設立し、危険品倉庫業務を開始。
  - 8月 - 株式会社マメックスを設立し、冷凍豆腐の製造販売事業を開始。
- 2005年（平成17年）12月 - ゴルフ練習場を閉鎖し、中鋼企業株式会社の営業を休止。
- 2007年（平成19年）
  - 1月 - 新日本製鐵株式会社と戦略的提携を行なう。
  - 2月 - 株式会社マメックスを譲渡。
- 2010年（平成22年）
  - 1月 - 中鋼企業株式会社を解散。
  - 3月 - 医療産業廃棄物の処理事業撤退。
  - 5月 - 縞鋼板の受注・販売から撤退。
- 2013年（平成25年）11月 - 太陽光発電の開始 。
- 2019年（平成31年）2月 - 愛知ブランド企業の認定を受ける。
- 2022年（令和4年）12月 - 東京証券取引所プライム市場へ上場[2]。

## 事業所
- 本社・工場：愛知県名古屋市中川区小碓通五丁目1番地
- 東京営業所：東京都中央区日本橋二丁目3番4号・日本橋プラザビル13階
- 大阪営業所：大阪府大阪市西区江戸堀一丁目9番1号・肥後橋センタービル7階

## 関係会社
- 明徳産業株式会社
- シーケー商事株式会社
- シーケークリーンアド株式会社
- シーケー物流株式会社

## その他出資事業
- 田原リサイクルセンター 炭生館

## 人材育成
優秀な社員を兵庫県尼崎市の産業技術短期大学（1962年（昭和37年）一般社団法人日本鉄鋼連盟が設立）に派遣して、人材育成を行っている。具体的には、「製造現場における知識創造と人材の多機能育成政策・綿密な能力開発策のひとつとして、企業内選抜を経て中堅技術者への昇進に結びつく産業技術短期大学への派遣を行う政策の実行」であり、このような人材育成形態（教育訓練形態）を「オフ・ザ・ジョブ・トレーニング・OFF - JT」という。